# Assentament Occidental
L'Assentament Occidental (nòrdic antic Vestribyggð) era un grup de granges i comunitats establertes pels nòrdics d'Islàndia al voltant de 985 a la Groenlàndia medieval. Malgrat el seu nom, l'Assentament Occidental era més a l'oest que l'Assentament Oriental i es trobava al fiord Nuup Kangerlua (terra endins de Nuuk, l'actual capital de Groenlàndia).
Es coneix molt menys sobre l'Assentament Occidental que sobre l'Assentament Oriental, ja que es tracta d'una menció molt escassa i cap descripció directa d'aquest en cap de les fonts medievals de Groenlàndia. En el seu apogeu, l'Assentament Occidental probablement tenia prop de 1.000 habitants, aproximadament una quarta part de l'extensió de l'Assentament Oriental, a causa de la seva menor estació de collita. La més gran de les granges de l'Assentament Occidental era Sandnæs. S'han trobat a la zona les ruïnes de gairebé 95 granges.
L'Assentament Occidental va ser l'últim esmentat per Ivar Bardarson (Ivar Bårdsson), un clergue noruec que va anar a Groenlàndia en 1341 per servir com a superintendent de la seu del bisbe a Gardar a l'Assentament Oriental. Després de la mort del bisbe Árni en 1347 o 1348, Groenlàndia va estar sense bisbe fins que Alfur va ser ordenat el 1365 i va arribar a 1368. Ivar Bardsson va servir com a director de la diòcesi durant el període de transició. En el seu viatge a l'Assentament Occidental, va trobar només granges buides. Va escriure al bisbe de Bergen per descriure les condicions que va observar. El 1360 havia tornat a Bergen per servir com a canonge de la catedral de Bergen.
La desaparició de l'Assentament Occidental coincideix amb una disminució de l'estiu i l'hivern així com la Petita Edat de Gel. Un estudi de la variabilitat de la temperatura estacional de l'Atlàntic Nord va mostrar una disminució significativa en la temperatura màxima a l'estiu partir de finals del segle xiii fins a principis de segle xiv, tant com 6-8 °C més baixa que la temperatura actual a l'estiu. L'estudi també va mostrar que les temperatures més baixes dels últims 2000 anys es van produir a finals del segle xiv i principis del segle xv.

## Altres fonts
- Diamond, Jared (2012) Norse Greenland: A Controlled Experiment in Collapse--A Selection from Collapse (Penguin) ISBN 9781101629352
- Jones, Gwyn (1964) The Norse Atlantic Saga: Being the Norse Voyages of Discovery and Settlement to Iceland, Greenland, America(London: Oxford University Press) ISBN 978-0192851604
- Lamb, Hubert H.(1995) Climate, History and the Modern World (London: Routledge) ISBN 978-0415127356
- Mowat, Farley (1965) Westviking: The Ancient Norse in Greenland and North America (Boston: Little, Brown) ISBN 978-0771065798
- Seaver, Kirsten A. (1996) The Frozen Echo: Greenland and the Exploration of North America, Ca. A.D. 1000-1500 (Stanford University Press) ISBN 9780804731614